# Harry Dowd
Harry Dowd, all'anagrafe Henry William Dowd (Salford, 4 luglio 1938 – Manchester, 7 aprile 2015), è stato un calciatore inglese, di ruolo portiere.

## Biografia
Prima di divenire calciatore professionista, ha lavorato come idraulico. Ritiratosi dal calcio giocato, ha intrapreso l'attività di agente di commercio e di figurante televisivo.

## Carriera
Approdò al Manchester City nel 1958, diventando professionista nel 1960 ed esordendo in First Division il 9 dicembre 1961, in occasione di un incontro contro il Blackburn. Con la maglia del City ha totalizzato 181 presenze in nove stagioni, segnando anche una rete in occasione di un incontro con il Bury di Second Division 1963-1964, in cui era stato spostato di ruolo a causa di un infortunio.. Con i Citizens ha vinto alcuni titoli nazionali, fra cui la First Division nella 1967-1968 (in cui disputò solo alcune partite all'inizio della stagione a causa di un infortunio al dito) e la FA Cup nella stagione successiva.
Ha avuto anche una breve esperienza come secondo di Gordon Banks allo Stoke City nella stagione 1969-70, passando infine all'Oldham Athletic in quarta divisione, dove si ritirò dal calcio giocato nel 1974. Nel corso della sua carriera ha totalizzato 90 presenze in massima divisione.

## Palmarès
- Campionato inglese: 1

1967-1968
- Coppa d'Inghilterra: 1

1968-1969
- Charity Shield: 1

1968